# Кенузецький сільський округ
Кенузе́цький сільський округ (каз. Кеңөзек ауылдық округі, рос. Кенузекский сельский округ) — адміністративна одиниця у складі Атирауської міської адміністрації Атирауської області Казахстану. Адміністративний центр та єдиний населений пункт — село Таскала.
Населення — 9012 осіб (2021; 2971 у 2009, 1668 у 1999, 1619 у 1989).
Станом на 1989 рік існувала Кенузецький сільська рада (село Таскола) у складі Махамбетського району, з 1990 року — у складі Балакшинського району, з 1993 року — Кенузецький сільський округ у складі Балакшинського району, з 1997 року — у складі Атирауської міської адміністрації.